# John Kruesi

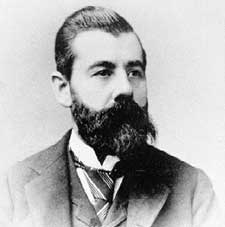
John Kruesi

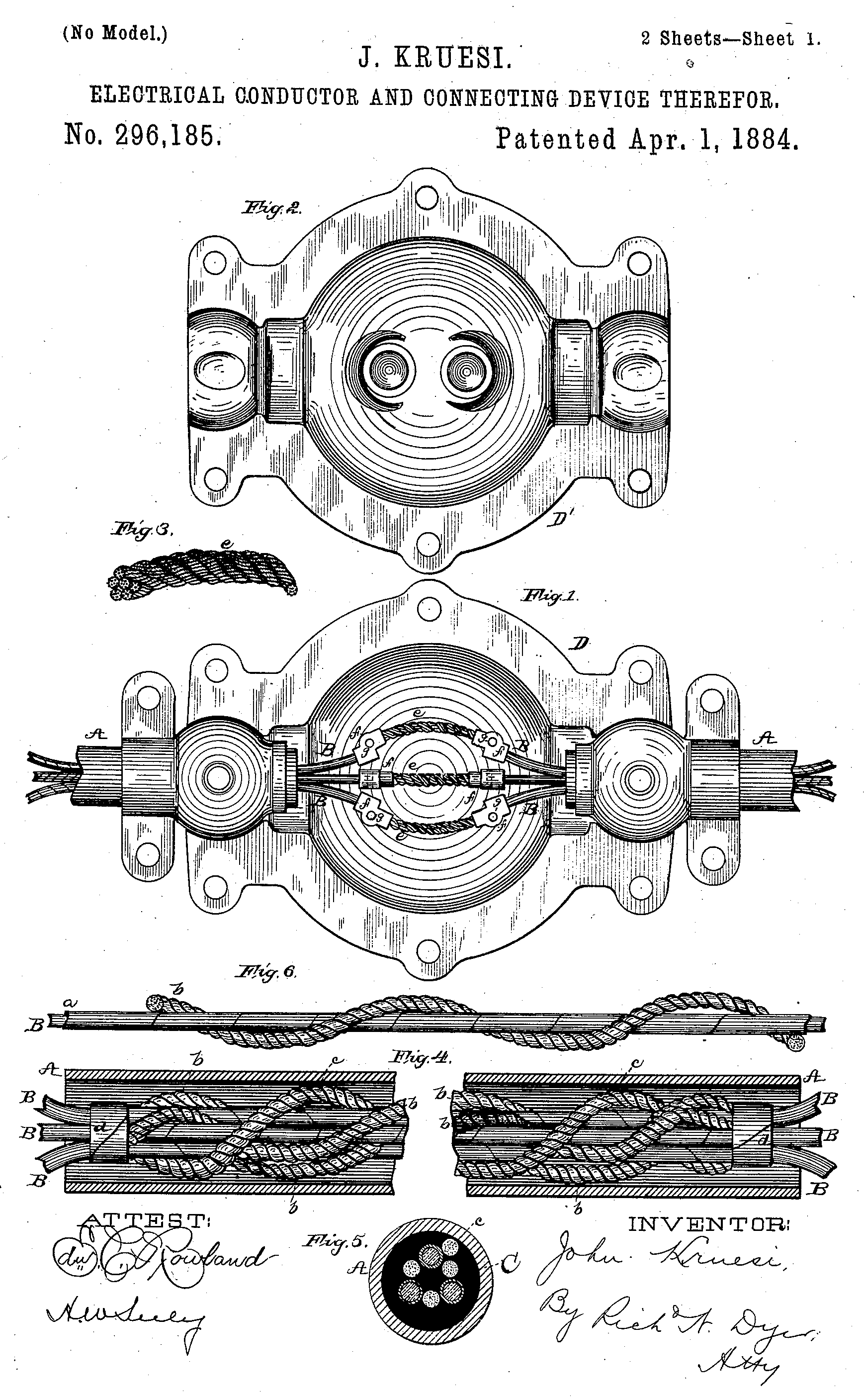
Darstellung eines Kruesi-Rohrs in Fig. 4., darüber in Fig. 1 und 2 Kabelmuffe, 1884

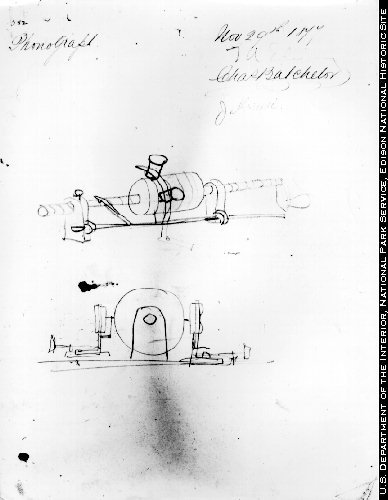
Edisons Skizze des Phonographen vom 29. November 1877

John Kruesi (eigentlich Johann Heinrich Krüsi) (* 15. Mai 1843 in Heiden, Appenzell Ausserrhoden; † 22. Februar 1899 in Schenectady, New York; heimatberechtigt in Speicher) war Schweizer Maschinenbauer aus dem Kanton Appenzell Ausserrhoden und ein langjähriger Partner von Thomas Edison.

## Leben
John Krüsi wurde als unehelicher Sohn von Juditha Krüsi geboren. Er wuchs im Waisenhaus in Speicher auf. Im Jahr 1873 heiratete er Emilie Zwinger, Tochter von Jakob August Zwinger, Apotheker. Nach seiner Ausbildung als Schlosser in St. Fiden (heute Gemeinde St. Gallen) machte er ab 1864 Weiterbildungsaufenthalte in diversen europäischen Ländern.
Im Jahr 1870 wanderte er in die USA aus. 1871 traf er auf Thomas Alva Edison, der soeben eine Fabrik für Börsenticker aufgebaut hatte, und einen Maschinenbauer suchte. Krüsi wurde ein enger Mitarbeiter Edisons, war Teilhaber und zum Teil Leiter an bzw. von verschiedenen Firmen Edisons. Im Jahr 1877 wurde nach den Vorgaben von Krüsi der erste Phonograph konstruiert. Im Jahr 1879 wirkte Krüsi an der Entwicklung der Glühlampe und am Bau des ersten Grossgenerators mit. Krüsi gilt auch als Erfinder des unterirdischen Elektrokabels (Erdkabel), bekannt als Kruesi-Rohr oder "Kruesi-Tubes", einem selbstklebenden Isolierband und einem Stromabnehmer für Strassenbahnen.
Er arbeitete als Sachverständiger beim Bau der U-Bahnen von Boston und Baltimore. Die Arbeiter gaben ihm den Ehrennamen "Honest John".
Einer der Söhne Krüsis gründete 1960 die „Walter-Edison-Kruesi-Stiftung“ mit Sitz in Herisau. Die Stadt Chattanooga verleiht seit 2001 den „Kruesi Spirit of Innovation Award“. Sein Urenkel war der US-amerikanische Politiker Bill Brock.